# Pablo Aimar
Pablo César Aimar (* 3. November 1979 in Río Cuarto, Córdoba) ist ein ehemaliger argentinischer Fußballspieler und heutiger -trainer.

## Karriere

### Verein
Seine fußballerische Laufbahn begann Aimar bei River Plate. Er wechselte während der Saison 2000/01 für eine Summe von 21,25 Mio. Euro zum FC Valencia in die Primera División. Für Valencia spielte er bis zur Saison 2005/06, zur Folgesaison wechselte der Argentinier für 10,2 Mio. Euro zu Real Saragossa. In Saragossa spielte er zwei Jahre, bevor er für eine Ablösesumme von 6,5 Mio. Euro in die portugiesische Hauptstadt zu Benfica Lissabon wechselte. Seit 2015 stand er beim argentinischen Erstligisten River Plate unter Vertrag.
Am 15. Juli 2015 gab er sein Karriereende bekannt.

### Nationalteam
Aimar hat insgesamt 52 Einsätze in der argentinischen Nationalmannschaft zu Buche stehen. Er nahm am Konföderationen-Pokal 2005 teil, verlor dort jedoch mit seiner Mannschaft das Finale gegen den südamerikanischen Erzrivalen Brasilien mit 1:4. Er nahm zudem mit Argentinien an der Fußball-Weltmeisterschaft 2006 teil und scheiterte im Viertelfinale im Elfmeterschießen an Deutschland. Bei der WM kam Aimar mit drei Einwechselungen zu keinem Einsatz in der Startelf und saß auch im entscheidenden Spiel auf der Bank. Nachdem er mehr als zwei Jahre nicht mehr berücksichtigt worden war, feierte er im Oktober 2009 beim WM-Qualifikationsspiel gegen Peru überraschenderweise sein Comeback im Nationalteam.

## Trainer
Am 2. August 2018 wurde er bei der argentinischen A-Nationalmannschaft Assistent des Interimstrainers Lionel Scaloni.

## Titel und Erfolge

### Verein
- River Plate:
  - Argentinischer Meister: 1997, 1998, 2000
  - Copa Libertadores: 1996
  - Südamerikanischer Supercup: 1997
- Valencia CF:
  - Spanischer Meister: 2001/02, 2003/04
  - UEFA-Pokal-Sieger: 2003/04
  - UEFA Super Cup: 2004
- Benfica Lissabon
  - Portugiesische Meisterschaft: 2009/10
  - Taça da Liga: 2008/09, 2009/10, 2010/11, 2011/12

### Nationalmannschaft
- U-20 Weltmeister: 1997
- U-20 Südamerika-Meister: 1997, 1999